# 移動図書館

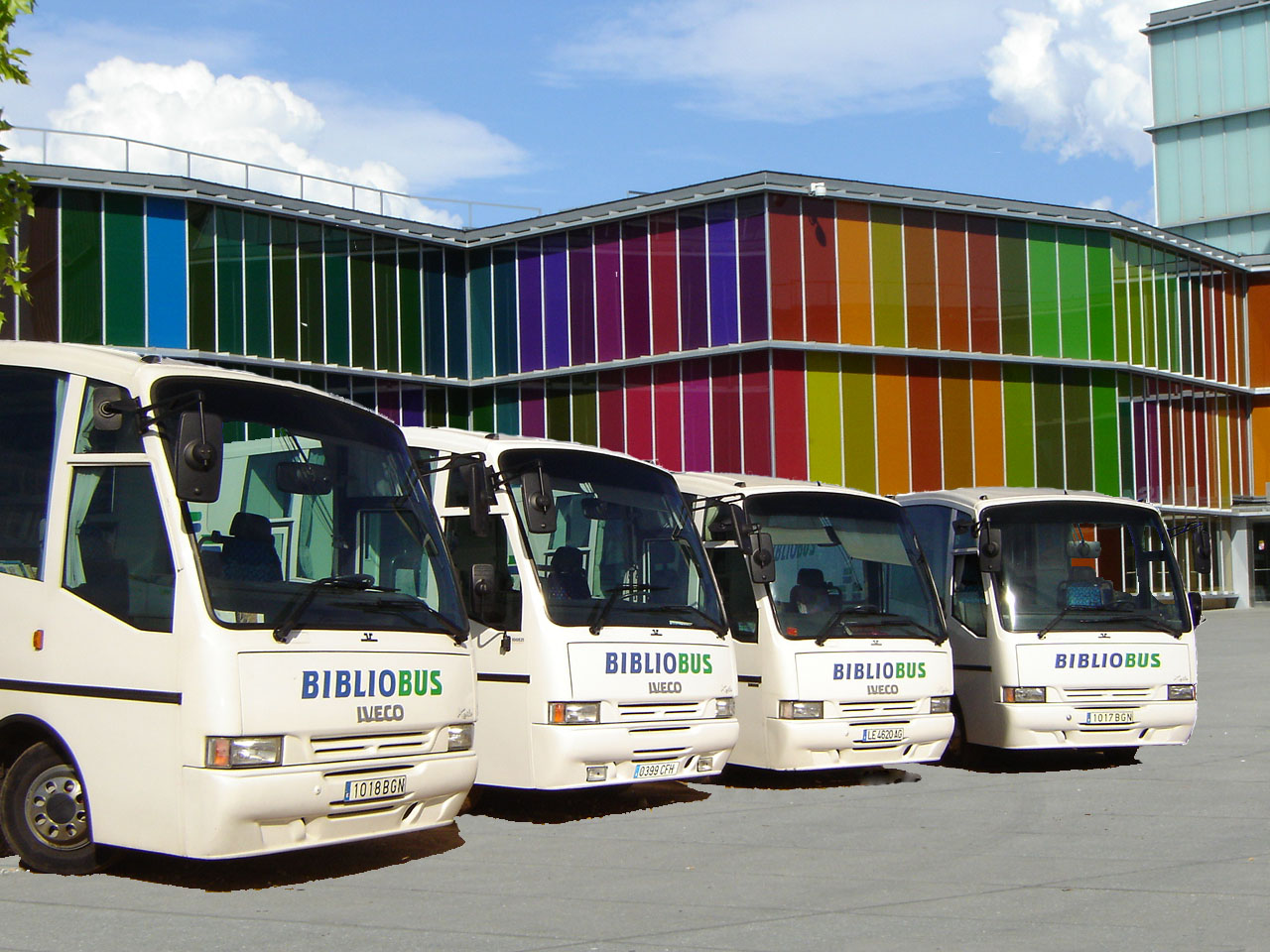
スペイン図書館のMUSAC

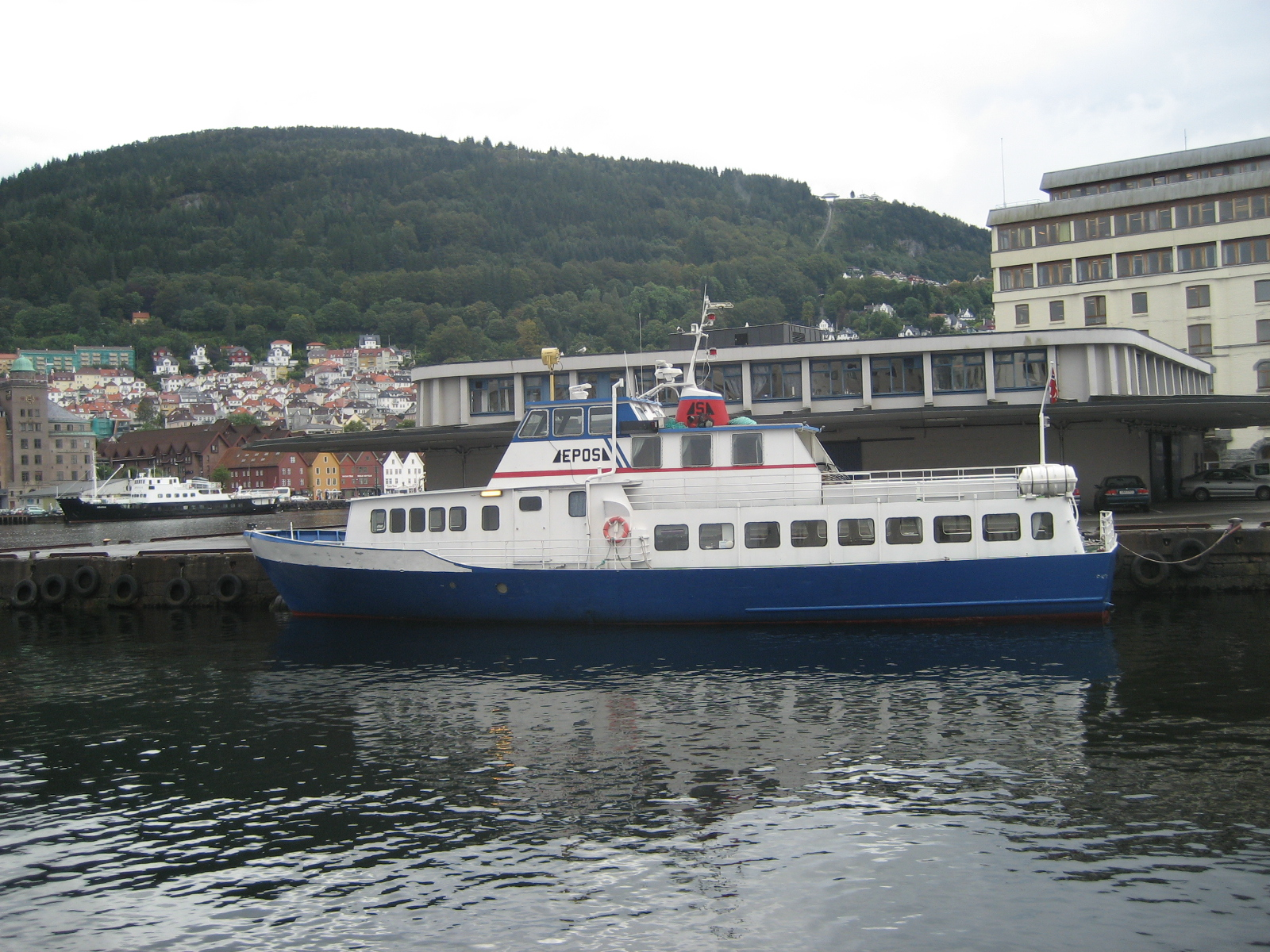
ノルウェーの図書館船Epos。日本では、1962年から81年まで運航していた文化船ひまわりが初の図書館船である。

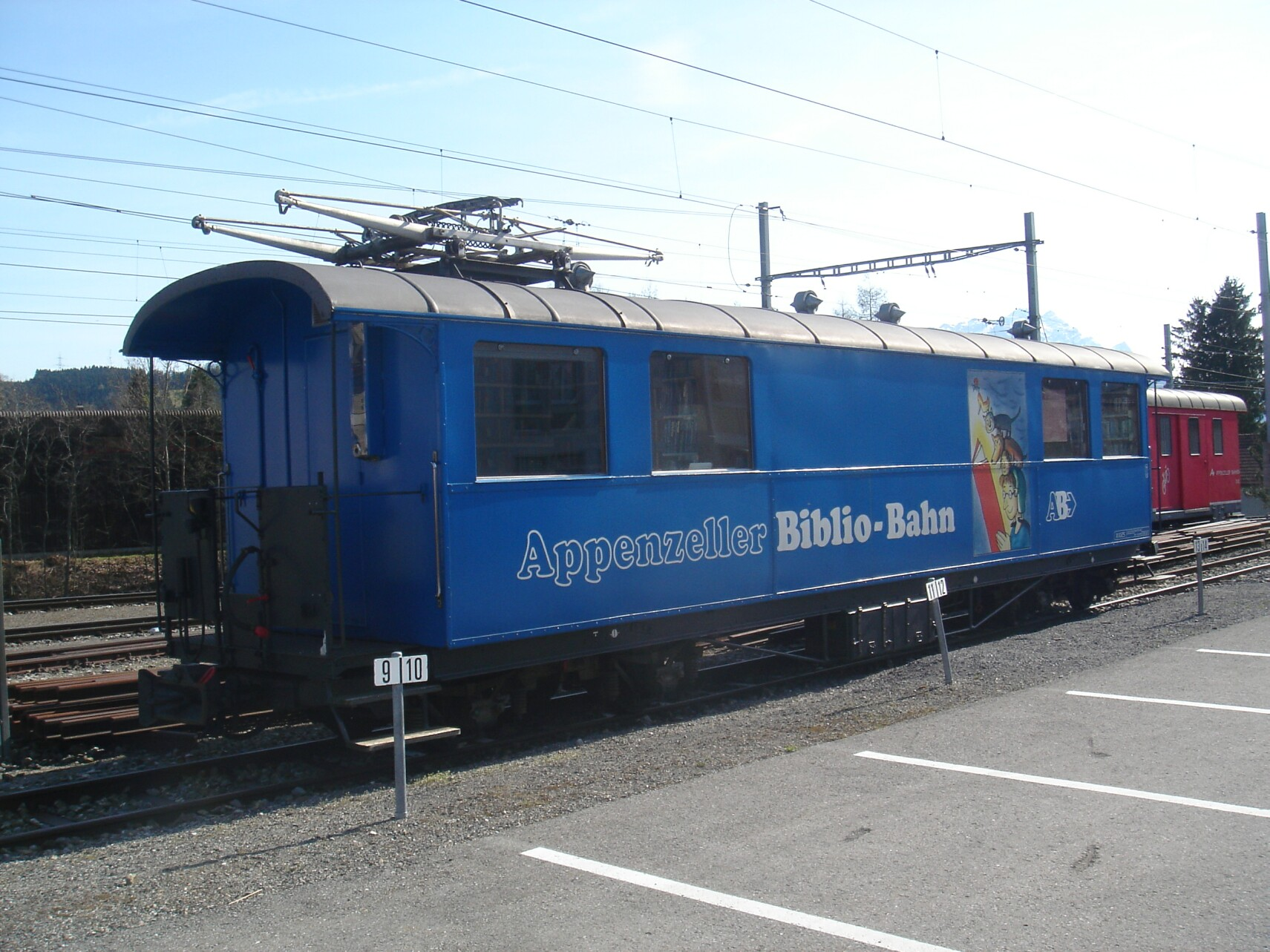
スイスの図書館列車

移動図書館（いどうとしょかん）とは、書籍などの資料と職員を載せた自動車や船などを利用して図書館を利用しにくい地域の人のために各地を巡回して図書館のサービスを提供する仕組みである。

## 概要
移動図書館（mobile library）は人口密度が希薄な地域、身体障害または知覚障害あるいは交通の不便さなどによって図書館に来館できない人々などを対象にして行われる図書館情報サービスである。
英語ではbookmobileあるいはmobile libraryと呼ばれるほか、wagon library、autocar library、book car、book van、book wagonなどの名称もある。日本語では車両文庫、自動車文庫、図書自動車、巡回文庫、巡回書庫などとも訳され、bookmobileを略してBMと呼ばれることもある。なお、団体貸出の一形態である貸出文庫とは厳密には異なるが、日本でこれらの活動が始まった当初は活動名称が明確に定まっていなかった（高知県立図書館で始まった「自動車文庫」も貸出文庫を輸送する方式であった）という指摘がある。
多くの場合、バスやトラックを改造した図書館車が用いられる。このほかリヤカーや船を利用したものもある。また列車を用いたものもあり、自動車の普及する1930年代以前には馬車が用いられていた。エチオピアにはロバを動力にした移動図書館がある。
なお、インターネット接続端末の利用をサービスとする車両も普及しているが、これは移動情報館（infomobile）と呼ばれることが多い。
さらに現代的な移動図書館センターとして、イギリス，アメリカ合衆国，ドイツ，フィンランド、ロシア連邦などではビブリオバス（bibliobus）が導入されており、最新図書を扱うだけでなく、インターネットへのアクセスや専門的なデータベースの利用手段の提供、地域社会のイベントへの視聴覚設備の提供などを行っている。

## 欧米の移動図書館

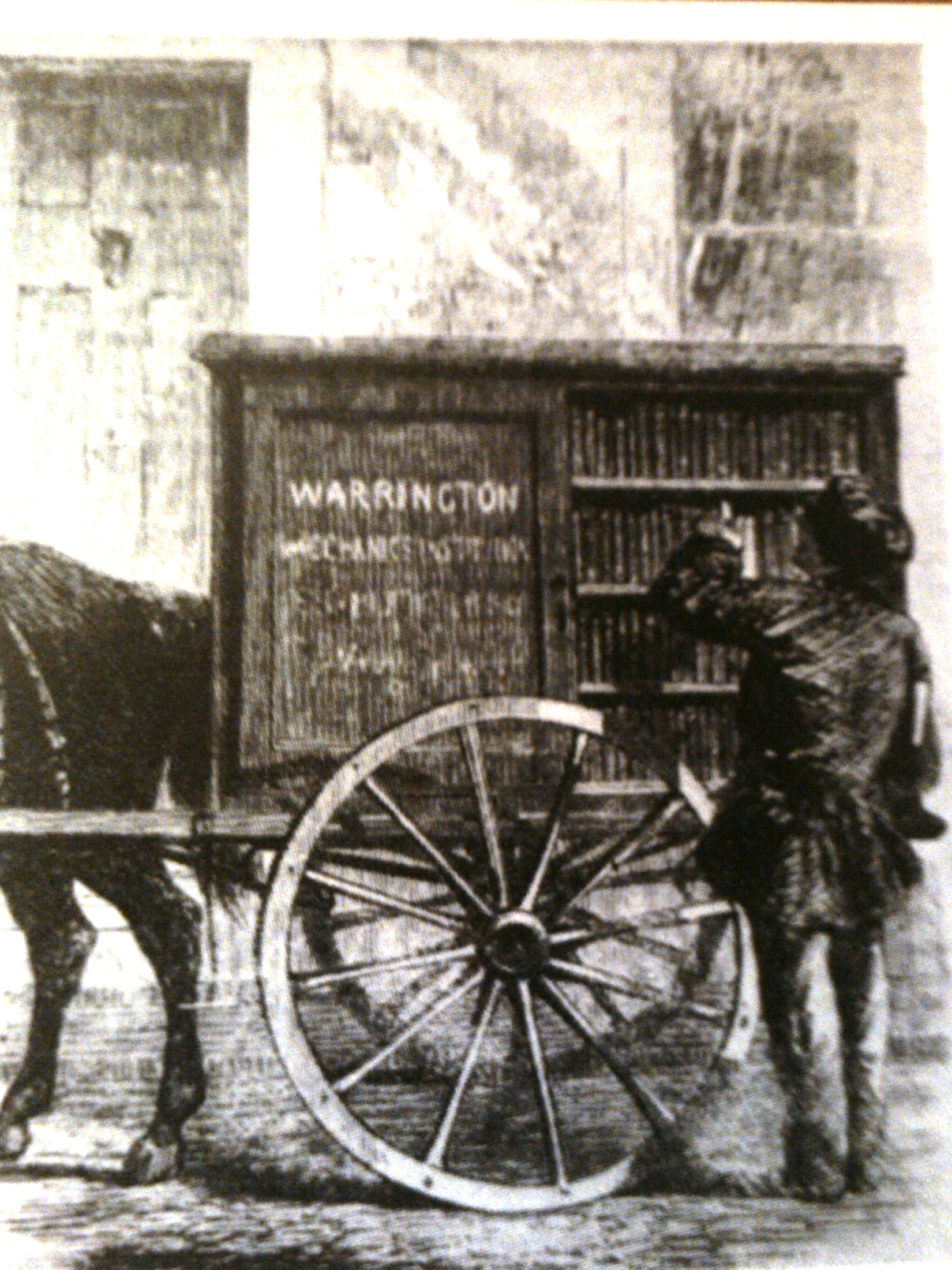
イギリス・ウォリントンの巡回図書館

世界初の移動図書館は19世紀中ごろ誕生したものと思われるが判然としない。ただ馬車に図書を積んだイギリスのウォリントン職工学校の巡回図書館の銅版画が残されており、これが最初とされている。

### アメリカ
アメリカ合衆国で最初の移動図書館は、1905年にメリーランド州のワシントン郡立図書館でMary Lemist Titcomb（1857年 - 1932年）によって始められたとされている。その後、同様の取り組みが散見される。しかしそれらはあくまで補完的なものと認識されていた。移動図書館の効用が広く知られるようになったのは、1940年代以降のことである。

### ドイツ
ドイツでは1929年、ドレスデンで確立されたとされている。

## 日本の移動図書館

### 公立図書館
日本では図書館法で公立図書館はこのサービスの提供に努めるよう定められている。
日本では第二次世界大戦前からアメリカの図書館活動の紹介として取り上げられていた。しかし、実際の導入には至らなかった。
日本では1948年7月に高知県立図書館が「自動車文庫」の活動を始めた。次いで同年12月には鹿児島県立図書館が開始し、そして1949年8月、千葉県立中央図書館が進駐軍から払い下げを受けた四輪駆動車を改造した自動車で始めた「訪問図書館ひかり号」が走り始めている。従来、千葉県立中央図書館の「訪問図書館ひかり号」が日本で最初の移動図書館とされてきた。しかし、図書館用語辞典編集委員会編『最新図書館用語大辞典』柏書房（2004年）は「日本で本格的に自動車図書館が走り出したのは、1948年高知・鹿児島県立図書館が最初で、次いで千葉県立図書館」としている。ただし日本において「移動図書館ブームの先駆けを作った」 として高く評価されているのは、千葉県立中央図書館の「訪問図書館ひかり号」である。また、高知県立図書館と鹿児島県立図書館の事例は巡回文庫方式であったため、厳密な意味での移動図書館を最も早く開始したのは千葉県立中央図書館であるとする指摘もある。
この「訪問図書館ひかり号」は、3週間ごとに県内各地に設けられたステーション（停留所）を巡回し、ステーションマスター（連絡人）のもとに図書を預けていき、利用者はステーションマスターのもとを訪れて借り出すようになっていた。この方式は他の都道府県の図書館でも踏襲され、1953年に始められた東京都の「むらさき号」も同様のシステムであった。
広島県立図書館は、1962 年から 1981 年まで、移動図書館船「ひまわり」を運行し、瀬戸内海の島民に図書館サービスを提供していた。ひまわりは、日本で唯一の移動図書館船であった。

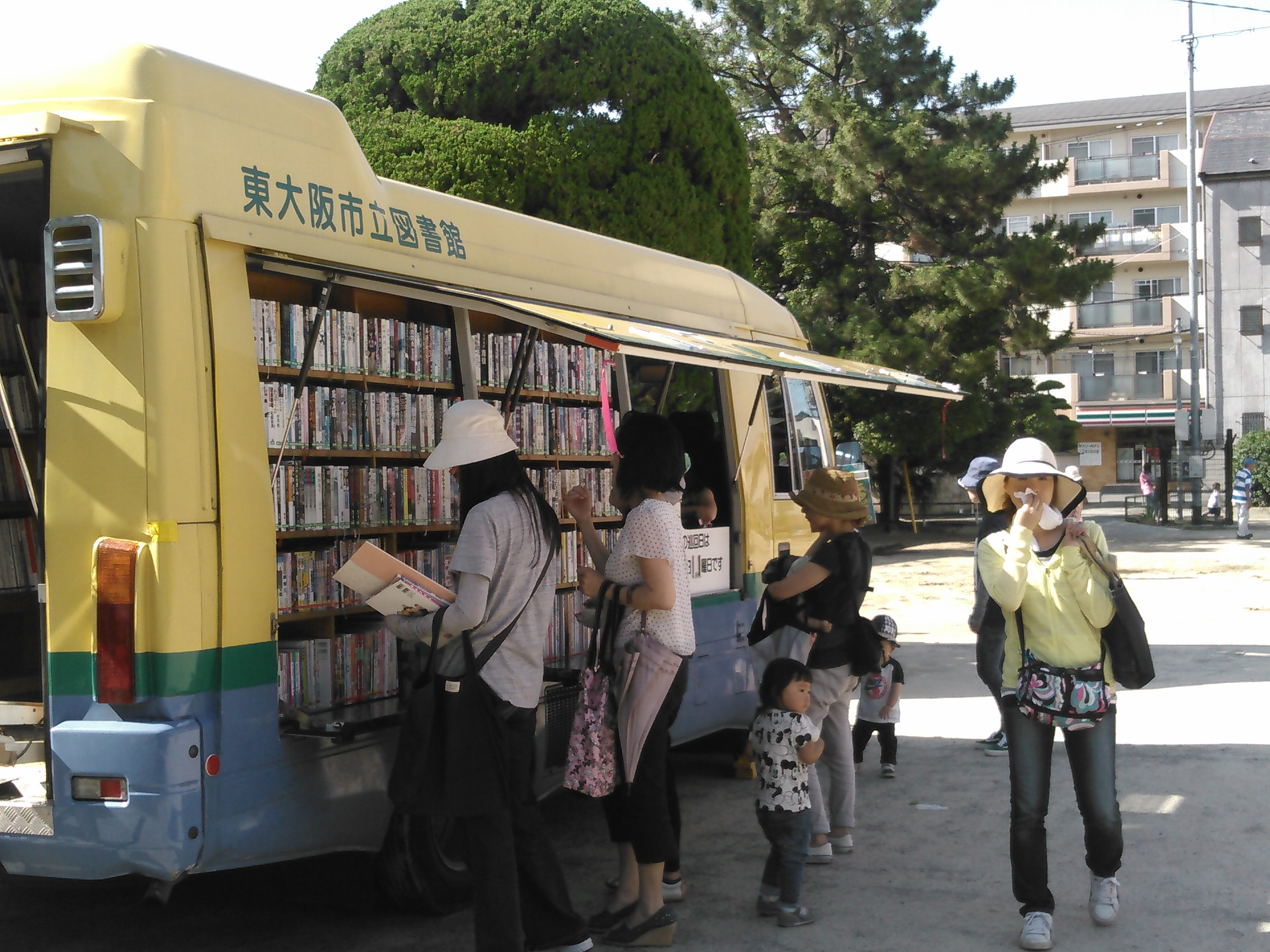
東大阪市立図書館の移動図書館

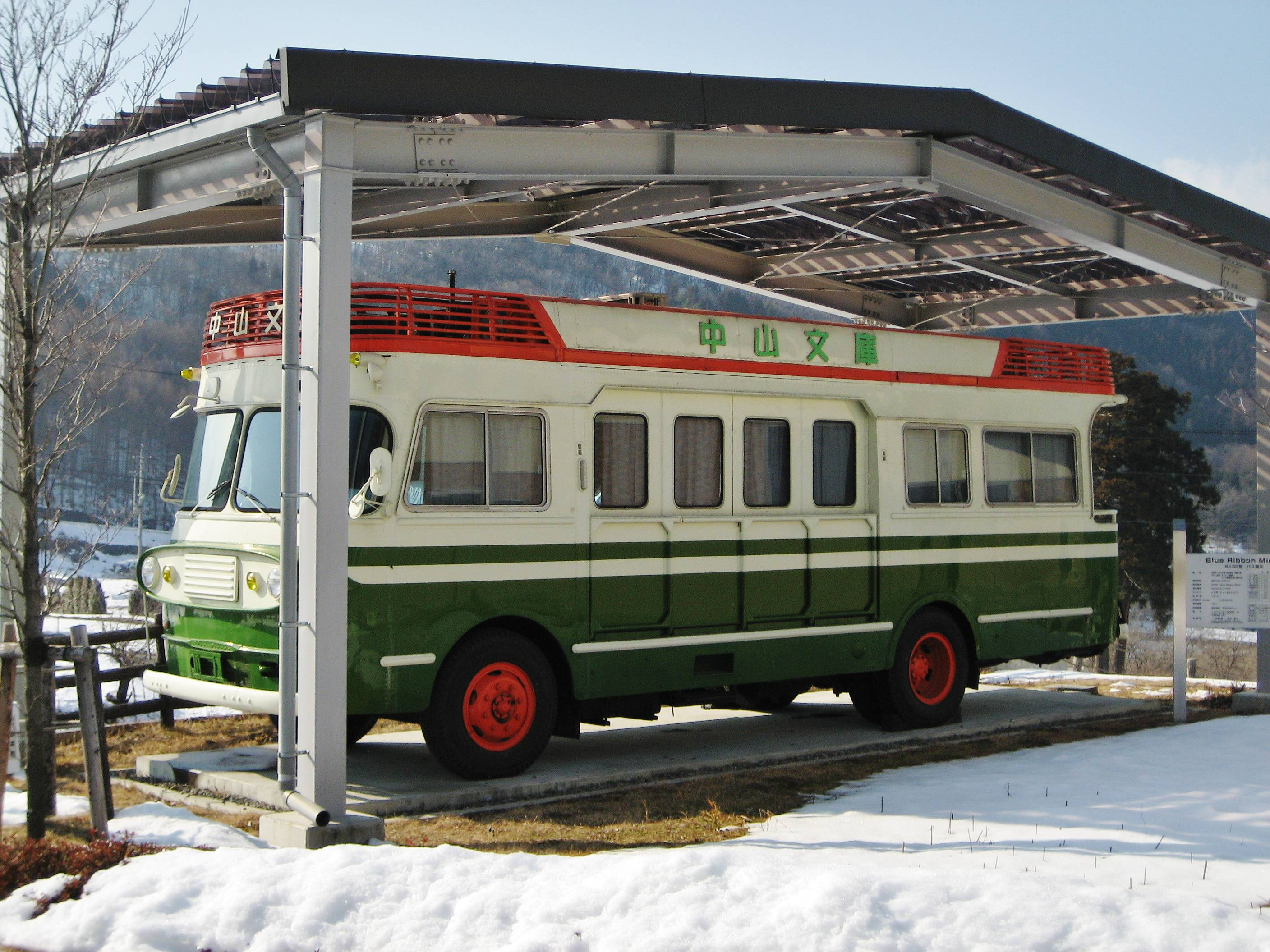
退役後、展示中の移動図書館（松本市図書館中山文庫）

市民と共にある図書館を目指すにあたって実績をあげた移動図書館だが、日本では減少傾向にある。
東京では区部における移動図書館が2005年3月末をもってすべて終了した。多摩地区では最盛期22市町村で運行されていた。
2021年現在、カーリルによると日本国内では342の移動図書館が稼働している。

### 民間の動き
民間では、2012年12月から楽天が移動図書館事業として「楽天いどうとしょかん」を設立した。
また、土居一洋は環境保護活動の一環として、書籍『百年の愚行』を全国の図書館に蔵書してもらうように交渉する旅をしながら、自らも図書館となって全国を巡り、「じてんしゃ図書館」を走らせた。

## 発展途上国の移動図書館

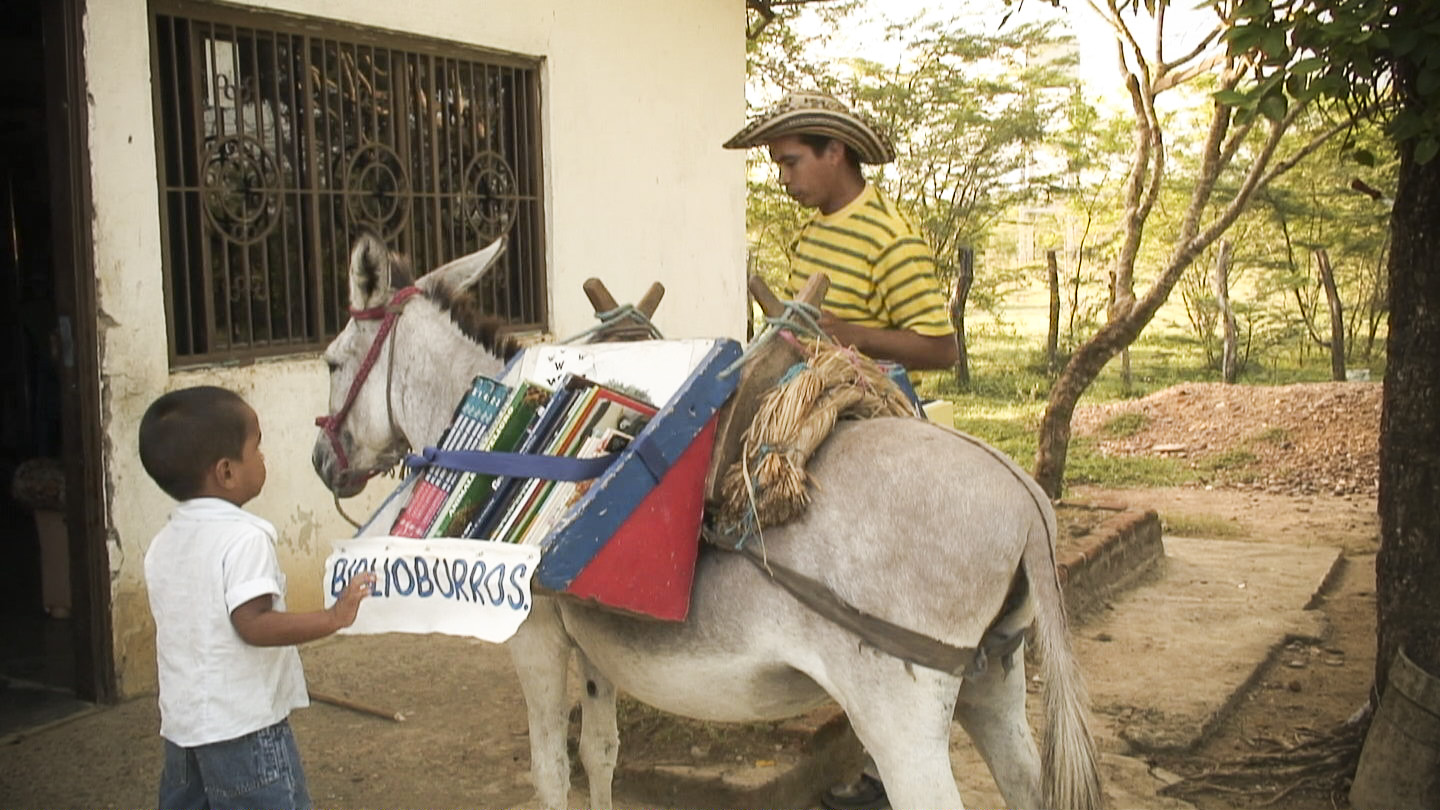
コロンビアのロバによる移動図書館Biblioburro

### ブルネイ
ブルネイでは、2002年時点で国内の図書館整備がまだ十分に進んでおらず、国立図書館のデワン・バハサ・ダン・プスタカ図書館が国内43地点を移動図書館で回っている。

### 南アフリカ
東京区部最後の移動図書館車となった練馬区の「ひかり号」はアパルトヘイト政策後の教育格差が著しい南アフリカ共和国に譲渡される など、廃車となった移動図書館の再利用に向けた活動が行われている。
それを受けて、2006年、南アフリカNPOのSAPESI（South African Primary Education Support Initiative）「南アフリカ初等教育支援の会」を日本人・現地人の有志により発足し、2008年には日本国内にもNPO法人 Sapesi-Japan を設立して、日本国外での再活用に向けて活動を始めている。
2009年9月末から10月にかけて全国から集められた12台の移動図書館が第1段として南アフリカに送られ、以後6年間で100台の移動図書館を送ることにより、96地区ある南アフリカ全土の教育区をカバーする。南アフリカ政府もこの活動を、全面的にサポートしている。